# Ari Haatainen
Ari Haatainen, född 22 juni 1961 i Helsingfors, är en finsk-svensk dragspelsspelare.

## Biografi
Haatainen började spela dragspel i tioårsåldern. Han är framför allt känd för att ha ackompanjerat tenoren Luciano Pavarotti vid flera tillfällen.

## Utmärkelser
- 1996 – Eskilstunastatyetten[3]